# Нимская хроника
Ни́мская хро́ника (лат. Chronicon Nemausense, фр. Chronique de Nîmes) — средневековый анонимный латиноязычный исторический источник, названный по месту своего составления — французскому городу Ниму.

## Описание
«Нимская хроника» сохранилась в единственной рукописи XII века (Codex Nemausensi Nro. 13710), которая была обнаружена в XVIII веке в библиотеке Нимского кафедрального собора. В XIII—XV веках различными авторами в уже составленный кодекс добавлялись дополнительные записи, наиболее поздние из которых относятся к 1490-м годам.
Первоначально «Нимской хроникой» называлось историческое сочинение, описывавшее историю города Нима и местной епархии с V века по 1323 год. В этом виде хроника была опубликована в своём первом печатном издании, осуществлённом в 1750 году, а затем в «Histoire générale de Languedoc». Однако при подготовке издания в «Monumenta Germaniae Historica» было установлено, что ранее опубликованный текст имеет составной характер: наименьшая часть хроники была создана в начале XII века, наибольшая — в конце этого же века. В настоящее время название «Нимская хроника» относится исключительно к ранней части этого исторического источника, а более поздняя часть получила название «Хроника кафедрального собора Нима» (фр. Chronique de la cathédrale de Nimes).
Основой для «Нимской хроники» послужил один из вариантов каталога королей и императоров, приводящий список правителей Франции с Карла Великого до Филиппа I. Однако, в отличие от других подобных списков, в нимский каталог были внесены несколько уникальных записей о событиях, не освещённых в других исторических источниках. Среди подобных сведений — сообщения о нападении викингов на Ним и Арль в 858 году и о вторжении венгров в Прованс в 925 году.

## Издания
На латинском языке:
- Chronique de Nîmes. — Histoire générale de Languedoc. — Toulouse: Édouard Privat, Libraire-Éditeur, 1875. — P. 27—31.
- Chronicon Nemausense. — Monumenta Germaniae Historica. SS III. — Hannover: Impensis Bibliopolii Avlici Hahniani, 1839. — P. 219. — 920 p.

На русском языке:
- Нимская хроника. Восточная литература. — перевод по изданию в MGH 1839 года. Дата обращения: 18 февраля 2012. Архивировано 27 июля 2012 года.